# 便所飯

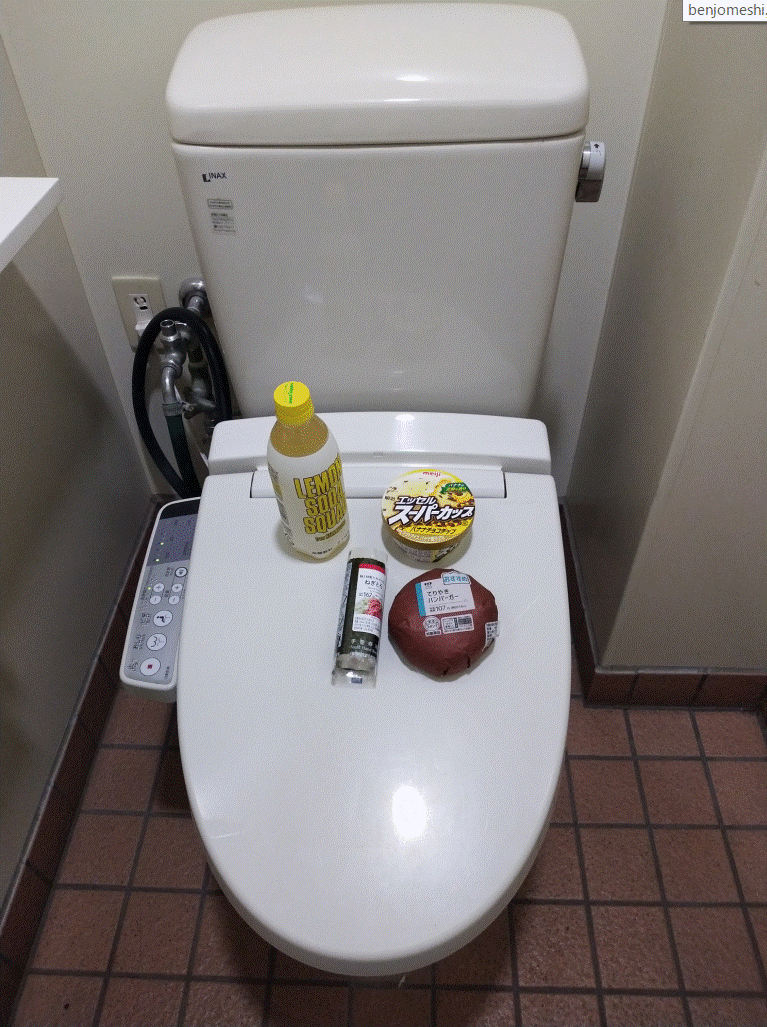
便所飯直前の様子

便所飯（べんじょめし）とは、便所の個室で食事をする行為を指す俗語。

## 概要
現代社会ではさまざまな事情により便所の個室で食事をする人間が一定数おり、その行為を指して「便所飯」と呼称される。便所飯が行われる理由の一つとして、一人でする姿を寂しい物と考え、そのような寂しい姿を見られないよう、便所の個室で人目を忍んで食事をするというものがあり、これについては社会問題であるとされることもある。そのほかの便所飯の理由としては、外食費を節約するため、本来の食事場所が満席のため、多忙な職場で同僚から隠れて食事をとるため、単にトイレの個室が快適なため、などと色々ある。
便所飯は人目を避けての食事を目的とすることが多いため、外部から見て便所飯が行われていることが非常に認知されにくい。そのため、便所飯という言葉が報道された当初は、真偽が疑わしい都市伝説のような扱いであったが、その後報道や調査が進み、現在では一般に広く知られるようになった。
便所と食事を組み合わせた便所飯という言葉は耳目を集めやすく、ドラマや漫画の題材などにもときおり使われる他、日本では便所で食事をする者がいるとして、海外でも報道された。

## 社会調査
便所飯という実態がつかみにくい現象について、実際にどのくらいの割合の人が経験をしているのか、これまでに何度か社会調査が行われている。各調査によって数値は異なるが、2013年に実施された最大規模の調査では、12%程度の人がトイレで食事をした経験があると回答している。年齢としては若年層の割合が比較的高く、また性別は女性の割合が比較的高かった。

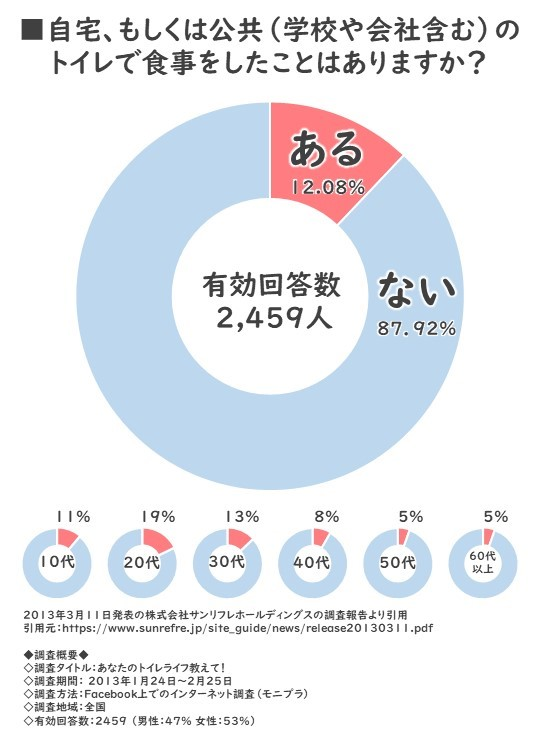
2013年の調査では12.08%が「経験がある」と回答

- 2009年に法政大学教授の尾木直樹が学生487人を対象にアンケートを行ったところ400人から回答があり、「大学のトイレで昼食をとる便所飯」について、「よくある」という回答は 0.3%、「少しはある」の2.0%と合わせて、2.3%が便所飯の経験者だった[12]。
- 2012年にマイナビニュースが会員1000人を対象に行ったアンケートでは7.1%がトイレでご飯を食べたことがあるという[13]。
- 2013年に住宅リフォーム会社のサンリフレホールディングスが行ったアンケートでは有効回答数2459人のうち、自宅または学校、会社などの公共のトイレで食事した経験があるのは全体で12%いて、20代が19%。30代が13%、10代が11%という順位になったという。20代で「便所飯」の経験者は女性が80%と圧倒的に高く、公共トイレでの経験者も多いのだという[2][11]。
- 2015年にニュースサイトしらべぇが全国20代〜60代の男女1500名を対象に行ったアンケートでは、5.5%がトイレで食事をしたことがあると回答した[14]。
- 2017年に同じくしらべぇが全国20〜60代までの男女1342名を対象行ったアンケートでは、10.2%がトイレで食事をしたことがあると回答した。性別別では男性11.9%、女性が8.5%と男性の割合が少し高かった。しらべぇが便所飯経験者に話を聞くと、昼食代を節約したい、誘いを断るのが面倒、涼しくて快適、などの理由が伝えられた[4]。

## 歴史
「便所飯」という言葉は2005年初めから2006年頃にインターネット上で広まり、特に寂しい学生生活を表すスラングとして、面白半分のニュアンスで語り継がれていったとされる。その後次第にメディアで注目されるようになり、特に2009年7月6日に朝日新聞が夕刊一面で社会現象として取り上げ、続いて翌日の「めざましテレビ」「情報プレゼンター とくダネ!」といった情報番組でも紹介された際には、ネット上で「便所飯」が検索キーワードとして急上昇するなど大きな反響があった。便所飯禁止の張り紙も話題を呼んだ。
一方で「便所飯」の存在自体を疑問視し、一種のジョークや存在の疑わしい都市伝説として見なされることも少なくなかった。例えば前述の朝日新聞の報道では便所飯に関連する事柄として、複数の大学のトイレで見つかった「便所飯禁止」の張り紙を紹介し、何者かの悪戯である可能性を指摘しつつもこれを若者の間で広まっている現象の一つとして取り上げたが、これは便所飯が実在する根拠としては乏しいものであり、同紙はインターネット上に流布する実体のない悪ふざけに踊らされたのではないかと見る向きもあった。また、過去においてオンライン百科事典のウィキペディア日本語版における「便所飯」の項目には、便所飯を行う上での詳細な注意や、その他真偽の疑わしい冗談半分の投稿が相次ぎ、このことから繰り返し記事の削除が行われ、項目が存在しない状態であったことも、報道上の話題となった。

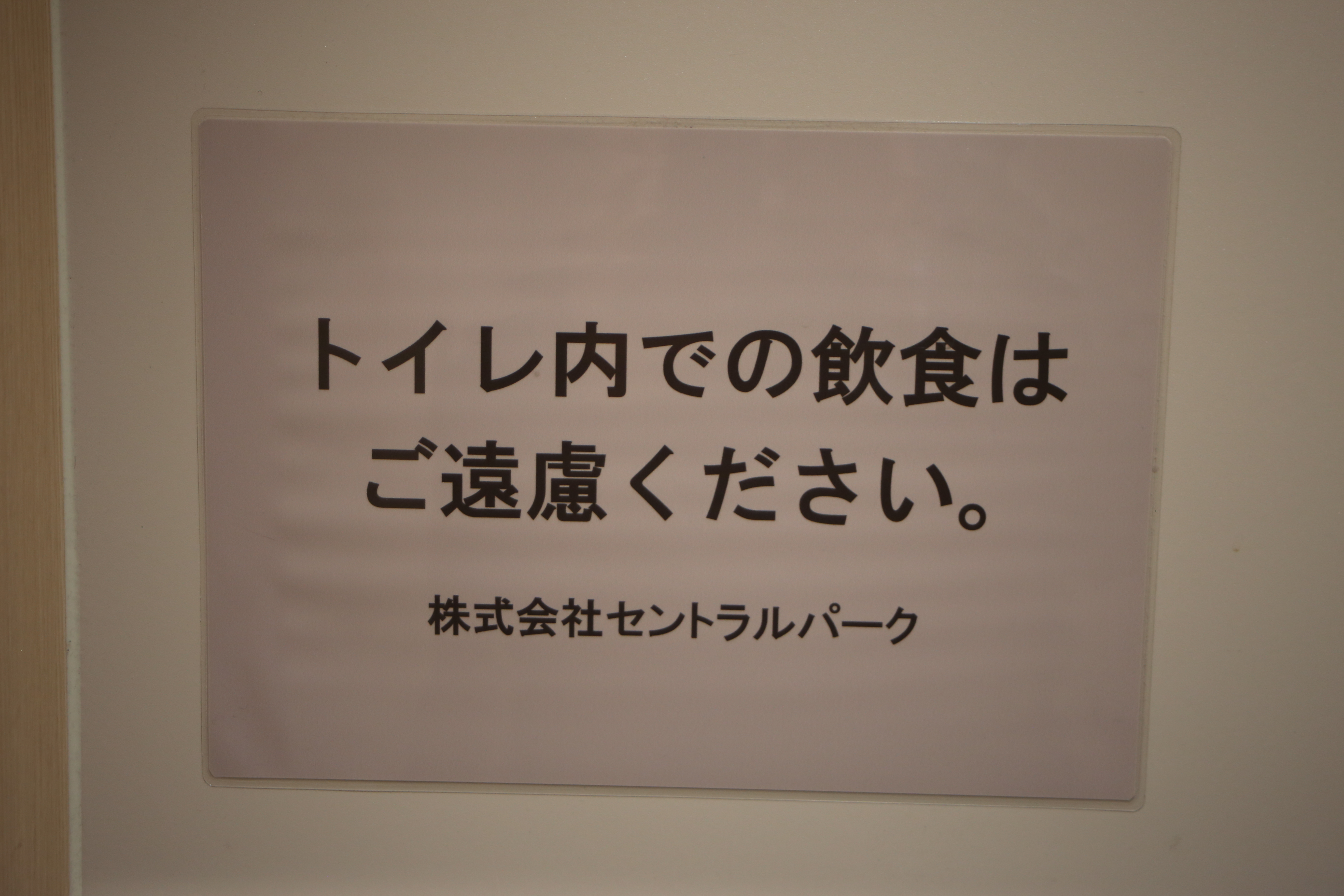
セントラルパーク地下街　便所飯禁止の張り紙 2022.

こうした便所飯の実在を疑問視する意見に対して、識者によるコメントの紹介や、実在を確かめるための検証も試みられた。例えばJ-CASTニュースは、精神科医の町沢静夫による、実際に「便所飯」に関する相談を何度か受けているという談話を紹介した。また、MSN産経ニュースでは記者が取材を行った結果として、「便所飯」を体験したことのあるという人物の談話や、外国でも便所飯の痕跡を見たという目撃談などを紹介し、実在を疑われるのは便所飯自体が他人に知られないための行為であり、また辛く苦しい体験であるために、名乗り出る人が少ないからではないかという意見を取り上げた。いずれも「便所飯」が一部の現象に留まらず、社会現象と呼べるほど広まっているかどうかについては定かではないという立場を取っていたが、朝日新聞は後に、法政大学の尾木直樹教授が大学生400人を対象に行ったアンケート調査の結果に基づき、2.3%の回答者が「便所飯」の経験があると答えていることを報じている。
一連の報道について、過去に朝日新聞や「とくダネ!」などで「便所飯」という言葉を紹介してきた大阪大学教授の辻大介は、自身のブログにて、メディアがこの現象を面白おかしく取り上げることへの懸念を述べている。
その後、一過性の過熱した報道はおさまったが、定期的にメディアに「便所飯」の語が現れ、西川史子といった著名人が便所飯の経験をメディアで語り出したり、数千人を対象としたアンケート調査で便所飯経験者が10%を超えていることなどが報道された。現在では小学館の発刊する大型国語辞典「大辞泉」にも収録され、大辞泉では便所飯について「便所の個室で弁当などを食べることをいう俗語」としている。

## 法律

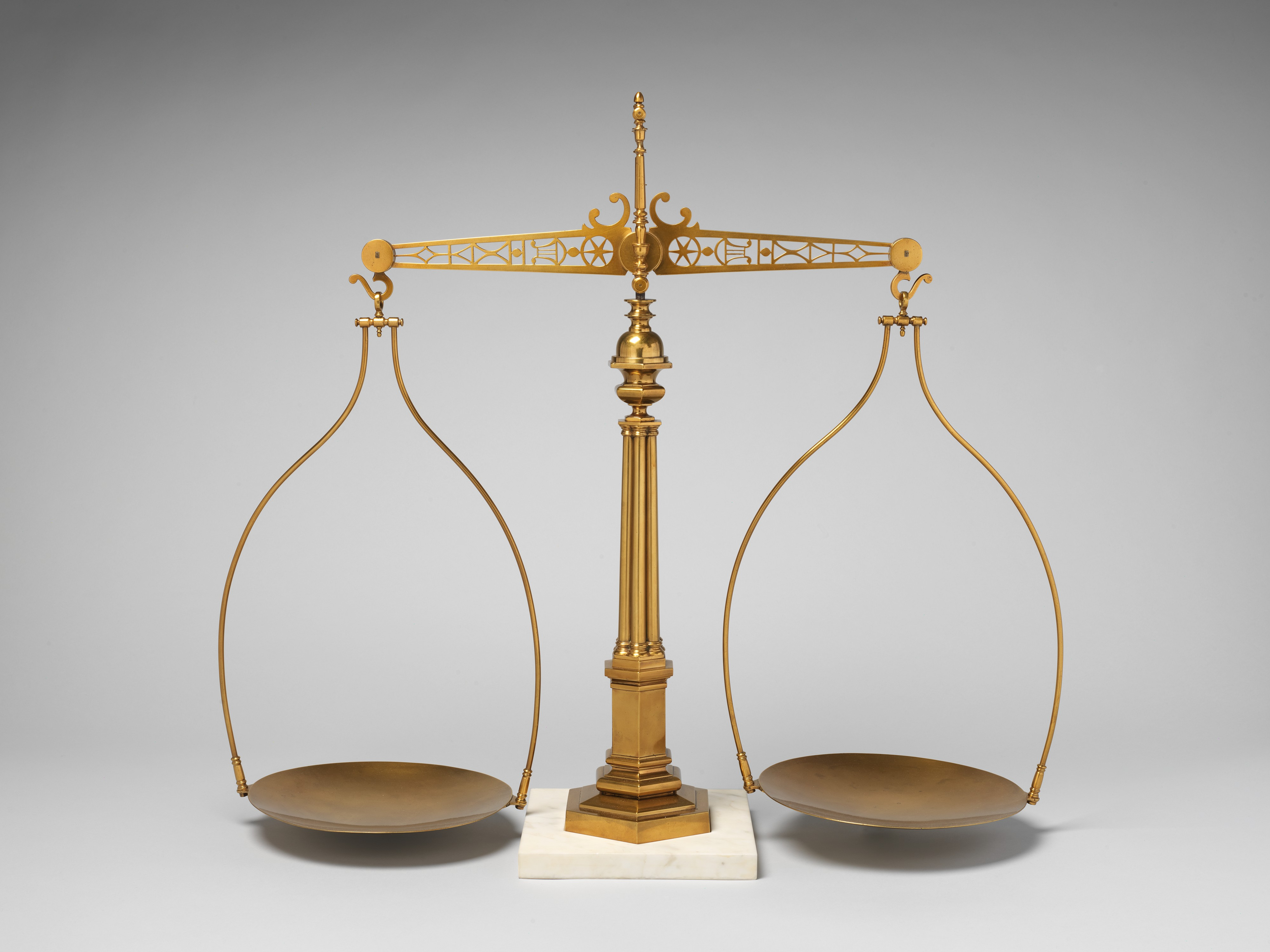

トイレの個室というのはプライベートの空間であり、利用規約に行為に細かい規定が設けられていることは少なく、通常は隠れてトイレの個室内で食事をしても、外部からは通常の利用者と便所飯者の判別がつかないため、問題となることはない。しかし、食べかすを残したり、咀嚼音を漏らしたりしながら外からそれとわかる状態で個室の占有を続けた場合、他の利用者や管理人に迷惑をかけてしまうため、法律的な問題となりうる。
弁護士ドットコムでは、弁護士の中川彩子が施設を管理する側の視点から便所飯について解説している。中川は「学校や会社に所属している人であれば当然建物内のトイレを使用することはでき、トイレの個室でご飯を食べること自体は違法行為ではなく、そのため『便所飯』自体を一律に禁止することは難しい」と前置きした上で、長時間個室を占拠して他人の用便を妨げたり、また、食べかすやゴミを残して衛生的な問題を生じさせたりなどの他人に迷惑をかける行為にまで発展している場合には、学校や会社が管理権限に基づいて『便所飯』を禁止することはできるとの見解を示した。張り紙などで『便所飯』の禁止を周知し、にもかかわらず『便所飯』が行われた場合は退去を求めたり、それでも出ていかない場合は刑法の不退去罪を適用することも理論上は考えられるという。しかしながら、個室内の行為を強制的にやめさせるのは現実的でないため、長時間の個室占拠をしない、ゴミの持ち帰りをするなど、利用者にモラルの徹底を呼び掛けることが現実的な解ではないかとしている。

## 衛生

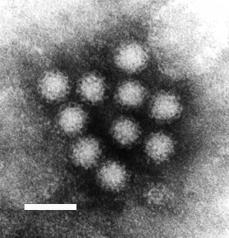
ノロウイルス

便所での食事は、衛生面から見ると望ましいとは言えない。文部科学省の発行する「学校給食調理従事者研修マニュアル」によると、「便には様々な病原微生物が存在し、排便時にはそれらが便と共に排泄されるので、トイレは食中毒を起こす病原体に汚染される危険性が高い場所です。排便時に、ノロウイルス等により便器が汚染されたり、手指を介してトイレのドアノブ等が汚染されたりする可能性が高くなります」としており、食品を扱う者が特別に注意を要する場所として、便所にページを割いて説明している。

## 個室の種類

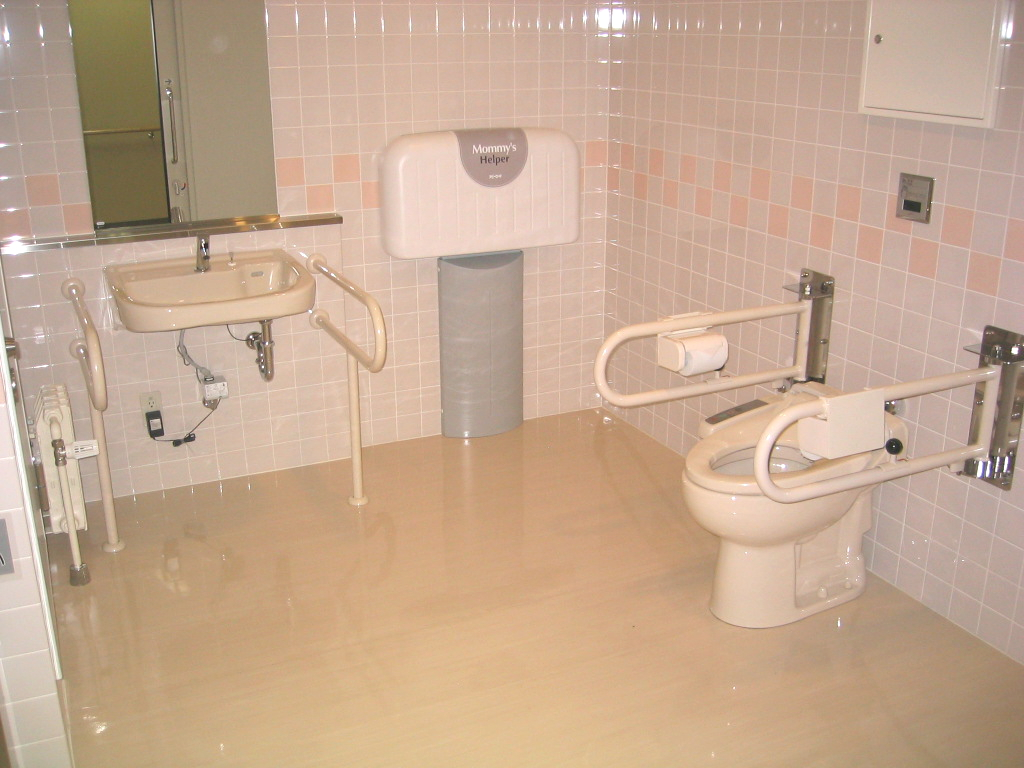
広大な多目的トイレ

便所の個室には多目的トイレ、洋式便器の個室、和室便器の個室の三種類がある。多目的トイレが最も食事がしやすいが、多目的トイレの個室は通常は辺りに一つしかないために、便所飯のために占有されると、本来想定される多目的トイレの利用者に苦労を強いることとなる。2021年に国土交通省では多目的トイレの利用者の分散を目的として建築物の設計指針を改定したが、指針では多目的トイレの利用目的として「食事」は想定されていない。

## 作法
便所の第一義は排泄であり、便所飯の流儀に触れた明窗出版社（香港）の「日本流行語100選」では、「他人への迷惑を避けるため、便所への長居はなるべく避けること」としている。

## 姿勢
便所の個室は食事のために設計されているわけではないため、食事姿勢には創意工夫が必要となる。人により食事姿勢は様々だが、ここでは代表的なものを三つ挙げる。

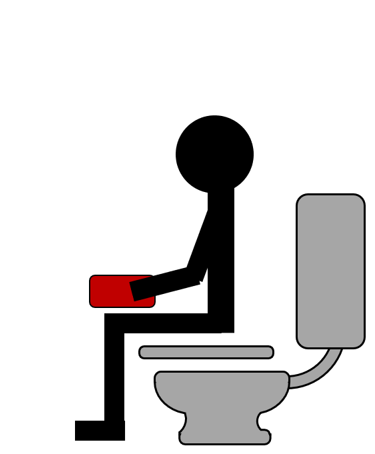
座位
洋式便器の上に排便時のように着座して、太ももの上で弁当を食べる姿勢。「フタを下ろして上に座るのは便所飯の最も基本的な姿勢」とされる。便所飯の姿勢のなかでは最も自然な食事姿勢に近い。

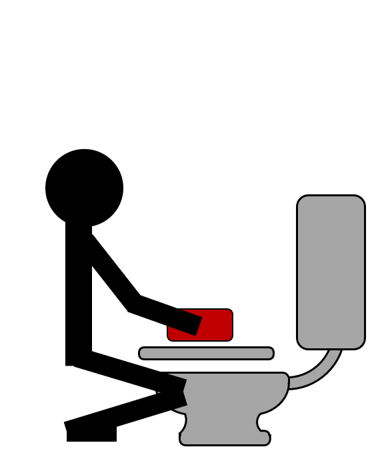
屈位
床の上に屈んで食べる姿勢。和式便器の場合には床に屈んで膝の上に弁当を乗せて、洋式便器の場合には正対して屈み、便器のフタを下ろしてちゃぶ台代わりにして食べる。「日本流行語100選」では、「もし食事をひろげる必要があるなら、便器のフタを下ろしてテーブルに見立てる。ただしこの姿勢の難点として、この姿勢は非常に疲れ、否が応でも便座と水タンクが視界に入り、食事気分が盛りさがるという点と、外から足もとが見えてしまうような個室の場合、ドアに向けられた便所飯者のかかとを見て、何をしているのかといぶかしがられる。」と紹介している。フィクション作品においては、たとえば漫画の「絶叫学級」の33話では主人公の大野が和式便器の個室でしゃがんで食べている。

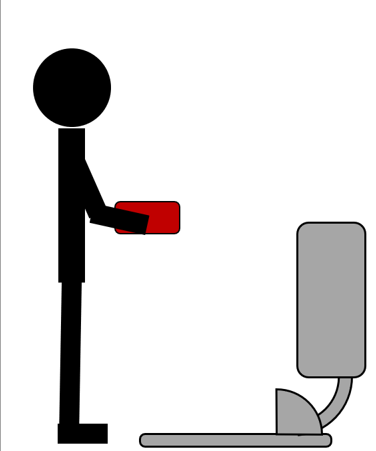
立位
いわゆる立ち食い。洋式便器の個室が利用できなかった場合、和室便器の個室では立ちながら食べるという、大変不便なこの姿勢を強いられることになる。フィクション作品においては、映画「ぼっち」では主人公のユウコが和式便器の個室で立ちながら食べている。

## 孤独への視線の恐れ
便所飯が行われる理由の一つとして、孤独でいることに対する視線を避けるため個室を利用するというものがあり、これを解決すべき社会問題とする向きもある。
企業や学校などの集団生活の中では、友人の数でその人物の魅力を計るような価値観が一般に存在し、友人がいないと見られる者はそれだけで否定的な評価を受けることが少なくない。昼食時など自由行動の場では友人同士で固まることが多く、各自の友人の数が如実に可視化されることになる。そのため、友人がなく、周囲から友人がいない（魅力がない）人と認識されることを避けようとして、人目を避けて便所の個室で隠れて食事が摂られることがある。
大阪大学の社会学准教授の辻大介は、朝日新聞にて便所飯について「限られた関係の中で友達を作らねばならず、それに失敗した者は、孤独だけでなく、友達のいない変な人という烙印の視線にも、耐え続けなければならない。二重の意味で疎外されるのである。その視線から逃れる場所は、それこそトイレの個室くらいしか残されていない」と分析している。辻は便所飯の解消策として、「学級制の見直しを含めて、子どもたち若者たちが、同輩集団以外の多様な関係を取り結べる環境を整えていくことではないか」として、多層的な人間関係を補うことで便所飯を解消できるのではないかと考察している。
一方、群馬大学の社会学者の二宮祐准教授は、論文「『便所飯』に関する一考察 : 大学における心理主義」の中で、便所飯という事象は便所飯当事者とそれ以外の者たちとの相互作用の中で生じたにもかかわらず、心理学あるいは心理学風の知識を用いて、便所飯という事象を便所飯当事者サイドの心の問題のみに帰結させることを批判的に論じた。二宮は便所飯が当事者と心理専門職間の個人レベルでしか解決できないという理解には「認識論的誤謬」があるとした上で、社会的に構成されている「問題」を個人が解決するべき「問題」とすることが誤りであることを学生に伝達する必要があると主張した。さらに、そもそも便所飯が必ずしも社会的介入を必要とする「問題」なのかという疑問を投げかけている。二宮によれば、便所飯は大学生活において周囲との軋轢を一時的に回避する適切な選択たりうるなどとして、便所飯を一面的に「問題」と捉えることに疑問を表明している。

## 大学の対応
大学では、対人コミュニケーションなどの観点から、学生の便所飯を問題とする動きがある。便所飯という言葉が報道され始めた当初は事象に対する認知度も低く、2009年の朝日新聞の取材に対し、東京大学の広報グループでは「気づいていないと言えなくもないですが、聞いたことがありませんね」とし、名城大学の総合政策部では、「把握できていませんので、指導もしていません」と答えた。しかし便所飯の知名度が上がるにつれて、その存在を受け止め、対応を検討する大学が出始めた。以下はその一例。
- 2013年に島根大学教育学部は新入生の大学一年ギャップを解消するための宿泊合宿の中でアンケートを行い、便所飯という単語の認知度が56.6%あるとした上で、上級生を交えた人間関係構築のための研修を行うなどして、新入生の困り感の解消につとめたという[33]。
- 2016年に神戸学院大学が自校のキャンパスを対象とした「居場所」に関する調査報告では、居場所としてトイレを挙げた学生が全体の1.7%に達することを受け、二宮の「トイレで昼食をとる大学生の『便所飯』のような事態を心配する必要がある[34]」という見解を引用し、「人との関わりを避け、もしくは人とうまく関ることができないという理由で『トイレが居場所』と考える学生が本学にも存在する可能性は否定できない」とした[34]。
- 北海道大学の保健センターのカウンセラーによると「一人でトイレの個室で御飯を食べてしまう学生も実際にはいます」としたうえで、人目が気になって一人でご飯を食べられない学生のために、スタッフと一緒に御飯を食べながらいろんな話をするという、ランチ会という活動をしているという[35]。
- 東京富士大学の学生相談室では、実際に便所飯をしている学生からの相談があったことを定期報を通じて明らかにした上で、便所飯に至る心理メカニズムを図解して解消が可能であると説明し、「このようなことで悩んでいたら早めに学生相談室に来て下さい」と呼び掛けている[36]。

## 便所飯の経験を公表した人物

### 著名人

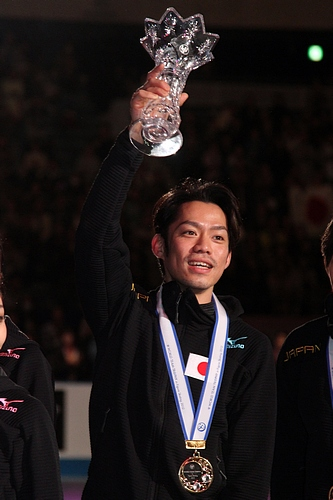
高橋大輔

2008年頃に便所飯が盛んに報じられたのち、著名人でも便所飯の経験を明かすものが出てきた。2013年のTBS系TV番組『サンデー・ジャポン』では、複数の著名人が便所飯の経験を明らかにした。
- 女医でタレントの西川史子は、研修医時代に多忙な中、上司の目を盗んでトイレの個室でおにぎりを食べたことがあると公表した[5]。
- お笑いタレントアンジャッシュの児嶋一哉は、学校をさぼっていた時、世間の目を気にして、デパートのトイレの個室で弁当を食べていたことがあるとした[5]。
- 2015年には深夜番組にフリーアナウンサーの青木裕子が出演し、スポーツ取材の現場では勝手がわからず、ご飯もどのタイミングで食べていいかわからなかったのでトイレで食べました、と明かした[37]。
- 2017年にはフィギュアスケート金メダリストの高橋大輔が、大学時代友人がおらずお昼ご飯はトイレで食べていたと告白した[38]。
- 同2017年、ものまねタレントのミラクルひかるは若いときに外食費を節約するため、女子トイレで食事を済ませてしまうことがあったと語った[39]。
- 同2019年にジャニーズ事務所のアイドルグループ、King & Princeの平野紫耀はトイレで過ごす時間が芸能界1位であるとして、「なぜかトイレがよくて、本当にそこでご飯を食べたりとか」などと語った[40]。

### VTuber
VTuberにも便所飯の経験を告白するものが少なくない。
- ホロライブプロダクション所属の桃鈴ねねは、ファンのツイッターの書き込みの「ねねさんのために便所飯してます」というコメントに対し、「私のために便所飯しなくてもいいよ」と配慮したうえで、「ねねも便所飯したことあるアル」と便所飯の経験をカミングアウトした[41][42]。ねねは基本ぼっち派であり、昼食時にみんなが机をくっつけて固まって食べる空間がつらくて、便所飯をしたことがあるという。便所にお弁当を持って行く瞬間を見られるのはプライドが許さず、口の中にご飯を突っ込んでトイレに行ってもぐもぐしていた。その後、友達ができて、机をくっつける行事に参加できて嬉しかったという。
- にじさんじ所属の月ノ美兎はあるホテルに建設費1億円のトイレがあると聞きつけ、「世界最高峰のトイレで便所飯をしたい」と思い立ち、小さなカレーの弁当を手作りし、ホテルで便所飯をした写真をシェアした[43][44][45]。
- にじさんじ所属の笹木咲はリスナーからの便所飯をしていたとのコメントに対し、「うちも便所飯してたことがあるから大丈夫だよ」「教室にいる時よりも便所飯のほうが気が楽、そういう時あるからな、わかる」とリスナーに寄り添った[46][47]。
- ぶいすぽ所属の一ノ瀬うるはは便所飯について、「便所飯って漫画とかの言葉だと思ってるかもしれないけど、うちは便所飯経験ありだから、履歴書にも書くから、誇っているから」と熱っぽく語った。うるはは自動車教習所時代に友達がおらず、人前で一人でご飯が食べられない性格のため、向かった先がトイレだった。フレンチトーストを食べたという[48][49]。

## フィクションにおける便所飯
便所飯を扱ったフィクション作品は多数あるが、ここでは知名度が比較的大きい作品、便所飯がプロットとして重要な役割を果たす作品をいくつか紹介する。現実世界では便所飯の理由はさまざまであるが、フィクションにおいてはいじめや孤独などネガティブな環境を誇張するために描かれることが多い。

### テレビドラマ

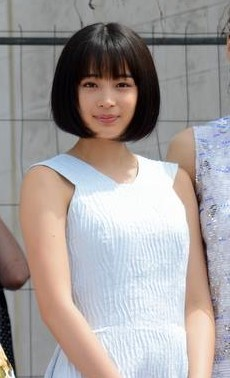
広瀬すず。怪盗山猫で便所飯を演じた

- 35歳の高校生 2013年 日本テレビ制作
  - 第一話「ベンジョメシ? トイレで食べて美味しいの?」にて、主人公の亜矢子はクラスメイトの長谷川里奈（演：広瀬アリス）がトイレの個室で弁当を食べているのを見つける。里奈は一人でいるのを見られないように便所飯をしていたが、亜矢子は里奈がなぜ便所飯をしているのかわからないために話しかけてしまい、そのため里奈が便所飯をしていることがクラス中にバレてしまう[8]。
- 怪盗 山猫 2016年 日本テレビ制作
  - 第一話にて、学校でいじめの標的にされている高杉真央（演：広瀬すず）はトイレの個室でパンを食べていたが、クラスメイトのいじめっ子たちに個室の上からホースで水を掛けられ、ドアを蹴りとばされる。
  - 女優の広瀬アリスは山猫を鑑賞し、妹で同じく女優である広瀬すずが便所飯をしているシーンを見て、自身も35歳の高校生で同じことをしていたためデジャヴ（既視感）を感じたという[50]。

### 映画
- ぼっち 2013年 自主制作映画 監督・脚本 登り山智志
  - 友達も無くいつも便所飯をしているユウコは同じく便所で隠れタバコをするトキエと出会い、二人は自然に打ち解けて屋上で一緒に弁当を食べる仲になる[51]。トキエの友人はトキエと仲良くなったユウコに嫉妬し、ユウコが便所飯をしている写真を撮り、トキエに近づくなと脅迫する。第8回TOHOシネマズ学生映画祭ショートフィルム部門グランプリ。作品全編がYouTubeで 公開されている。
- ランチメイト症候群 2018年 自主制作映画 監督・脚本 浜崎正育子
  - 高校生の真由美は祖母手作りの弁当をクラスメイトにけなされて落ち込み、トイレで弁当を食べるようになった。真由美は隣のトイレで昼食を食べていた友香と話をするようになり、祖母の弁当をきっかけに、自分の居場所を見つけていく[52]。監督の浜崎は「現在問題視されている「便所飯」を少し肯定した、こういう物語がどこかであったらいいな、という思いで本作品を製作しました」としている。第3回 おおいた自主映画祭最優秀映画賞[53]。

### 漫画
- 私がモテないのはどう考えてもお前らが悪い! 2011年 谷川ニコ作 スクウェア・エニックス刊 ISBN 978-4-7575-4025-5
  - 第6巻収録第48話にて、主人公の黒木智子は同級生の小宮山琴美の便所飯を目撃すると、それをきっかけにどれだけ学生生活が充実しているかを見せびらかすマウント合戦に発展する。なお、便所で食事をしたため、以降小宮山はコオロギと呼ばれるようになる。
- ろりとぼくらの。2012年 クジラックス作 茜新社刊 ISBN 978-4-86349-331-5
  - 収録作「がんばれ便所飯くん」。高校二年の斎藤は便所飯のためにトイレの個室に隠れると、突然9歳の少女が現れて話しかけられる。斎藤は少女に慰められ、トイレの個室で少女と体を重ねる[9]。成人向け漫画。作者のクジラックスのブログによると、クジラックス自身も便所飯の経験者であり、バイト先の社員食堂が満席のため何度か仕方なく便所飯をしたことがあるという。「メロンパンの袋を音を立てずに開けたりするのはスリリングでした」と話している[54]。
- 絶叫学級 2011年 いしかわえみ作 りぼんマスコットコミックス刊 ISBN 978-4-08-867146-8
  - 第9巻収録作 第33話「トイレの女神様」。中学1年の大野鈴は中学生になって一か月、気づけば独りぼっちになっていた。独りぼっちのところを見られることを避けるため、便所飯を始める。大野の学校のトイレにはトイレを熱心に磨くとトイレの女神様が現れて願いをかなえてくれるという伝説があり、大野は友達を作るという願いをかなえるため、便器を磨き始める[28]。

### アニメ
- ステラ女学院高等科C3部 2013年 TBSテレビ制作
  - 第二話にて、サバイバルゲームをする部活動「C³部」に勧誘された大和ゆら。C³部の部員たちがあの手この手でゆらに入部を迫り追いかけまわす中、ゆらはトイレで隠れて弁当を食べる。
- 機動戦士ガンダム 水星の魔女　2022年 サンライズ制作
  - 第11話、「地球の魔女」にて、主人公のスレッタはクルーらと行き違いから「自分は必要とされていない」と思い込み、一人トイレに籠ってドリンク状の食事を口にする。このシーンについては「宇宙時代にも便所飯の文化はあるのか？」と話題になった。
- ぼっち・ざ・ろっく!　2022年　アニプレックス制作
  - 原作のぼっち・ざ・ろっく!からのアニメ化に際し、原作5話で主人公が階段の物陰で弁当を食べながら「便所飯って明るい人が考えた陰キャのイメージだよね　トイレでご飯なんて食べないし」「女子トイレなんて常に人がいるのに…」というセリフは削除された。

### 音楽
- いじめられっ子の歌 2020年 自主制作作品 作詞・作曲 もち
  - ヒップホップテイストの曲調で曲名に反してポジティブに便所飯のシーンを歌う。「未知のフレーバー 君も食えば」「五つ星の評価 効率的な習慣」などと韻を踏んだ歌詞も独特。ＭＶ

## 海外の報道
日本国外ではときおり、便所飯というインパクトのある現象と関連付けて日本文化を語る報道がみられるが、それらの報道に対する反応は半信半疑であるものが少なくない。

### 英語圏
2011年にニューヨークに拠点を置く高級日刊紙ニューヨーク・タイムスは「Toilet Worship（トイレ崇拝）」と題した記事の中で日本人のトイレに対する執着とウォシュレットなどの数々のハイテク機器を紹介し、便所飯は都市伝説かもしれないがハイテクではまだ便所飯の恐怖は克服できていないと結んだ。
同2011年、日本に拠点を置く英語オンラインメディア、ジャパンタイムスは日ジェイ・キャストの便所飯に関するニュースを引用の形で報道すると、57件のコメントが集まり、その大半は便所飯の存在を疑問視するものだった。
2020年のイギリスの公共放送局BBCの報道では、「10年前には多くの日本人が一人で食事をするところを見られるのを避けるためトイレで食事をすることを選んだが、今日では人々のおひとりさま文化に対する考え方が変わり、多くのおひとりさま向けサービスが提供されるようになった」と紹介した。

### 中国語圏
中国語では便所飯は廁所飯などと訳される。
2012年に香港の明窗出版社より刊行された「理解不能？日本流行語100選」では「便所飯」が選出され、「食事の同伴者が見つからないため、人がいない場所で食事をとらざるを得ず、その最も極端な例がトイレの個室」と紹介した。なお、同書は便所飯の存在の真偽はわからないとしている。
2015年、台湾の大手中文ニュースメディアの中国時報では、2013年の日本の調査では12%が便所で食事をした経験があると報じたうえで、孤独な学生がトイレに居場所を求めることを防ぐために、多くの大学が食堂にお一人様席を用意し始めたと伝えた。
同2015年、日本に拠点を置く中文メディア日本新華僑報網が便所飯について報じると、「日本のトイレの清潔さは世界が認めるが、それでもトイレで食事とは理解しがたい」といったコメントが寄せられた。

### 韓国

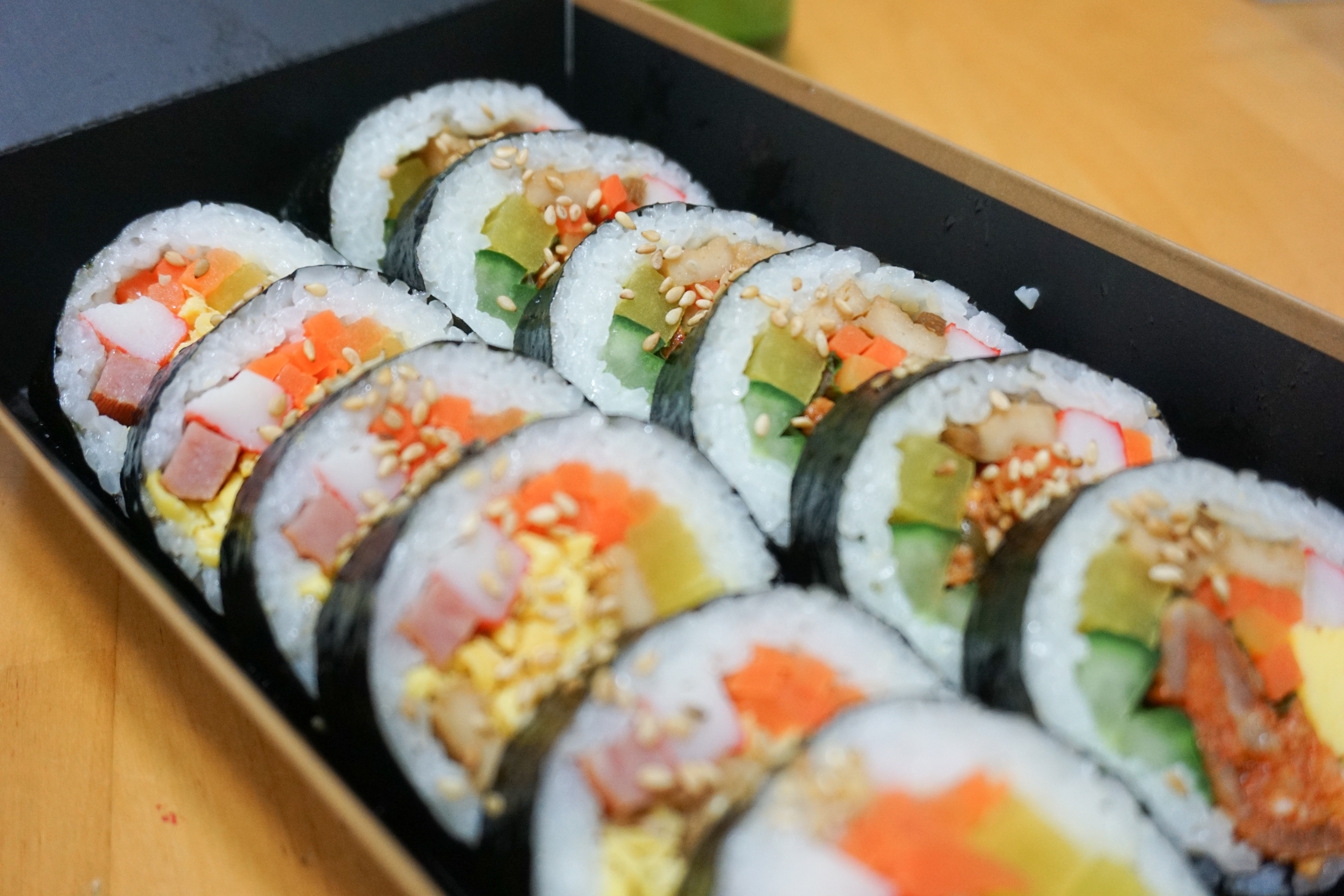
キムパブ

韓国では변소밥（ビョンソパプ/便所ごはん）、변소식（ビョンソシク/便所食）、화장실밥（ファジャンシルパプ/化粧室ごはん）、あるいは日本語読みで벤조메시（ベンジョメシ）として紹介される。
韓国では近年、急速な少子化などの社会動態の変化などに伴い、혼밥（ホンパッ/一人飯）という言葉が2010年頃から流行し定着した。それに伴い、報道では日本の一人飯や便所飯が引き合いに出されることがある。
2014年、韓国の大手紙の東亜日報は「便所で一人でご飯を食べる大学生」として、韓国内での便所飯事情を報じた。「便所飯なう」とSNSに写真とともに書き込む学生が増えているという。それについて西江大学校の社会学科のジョン・サンジン教授は、「一人でご飯を食べる姿を他の人と共有することで『私は一人ではない』という慰めとしていると分析している。
2015年に東亜日報の当時の編集長、沈揆先（シム・ギュソン）は朝日新聞の便所飯の報道を受けて、大学生約400人に対して便所飯経験の有無を聞いたところ、便所飯をしていると答えた学生はいなかったものの、便所で食べるために音が出ないようたくあん抜きのキムパブ（韓国風海苔巻き）を用意しているという伝聞話が学生からあり、人前では公言できないとしても実際には韓国にも便所飯をしている学生がいるのではないかと推定している。

## その他
- 産経新聞の取材に対してある便所飯経験者は、「便所飯は他の便所飯が何となく分かるんです」として、便所飯をしている者は第三者が他の個室内で便所飯をしている事を知覚できると話した[18]。なお、取材対象者はその後は他の便所飯者と「『実は…』『私も…』って感じで告白し合っ」たという。
- ある便所飯経験者は「便所飯は各人、自分だけの隠れ家を持っているはずだ」として、便所飯の熟練者は、不特定多数の個室ではなく、特定の個室を利用する習性があるという見解を示した[18]。
- 21世紀の概念の如く語られているが、京都系いろはかるたには「雪隠（せっちん）で饅頭」という言葉がすでにあり、意味としては、「こっそりと上手いことをするさま」を指す[71]。